# Che fece per viltade il gran rifiuto

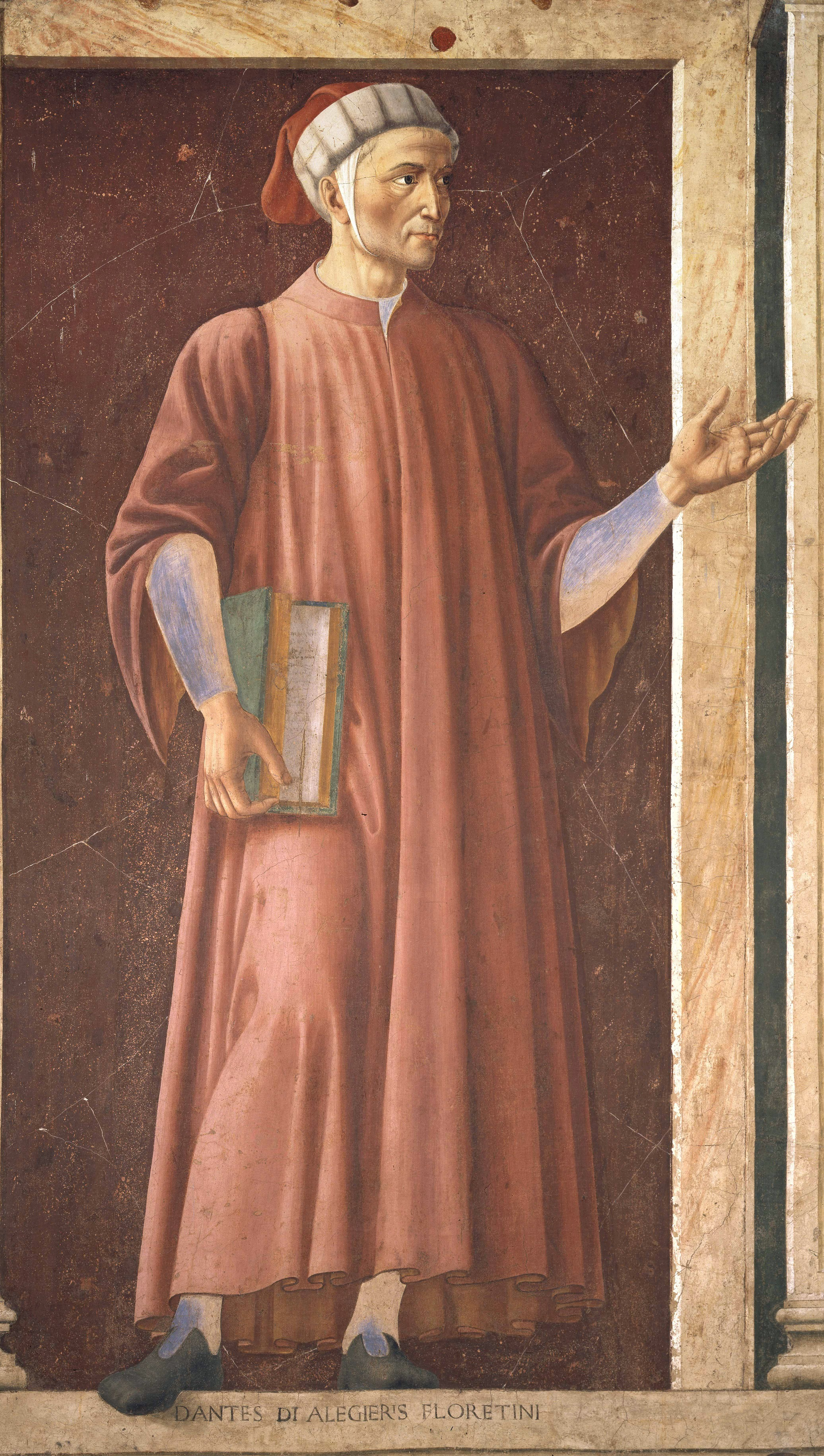
Dante in un affresco di Andrea del Castagno

Che fece per viltade il gran rifiuto è il 60° verso del III canto dell'Inferno di Dante Alighieri.
Dante ha appena superato con Virgilio la porta dell'Inferno e ha raggiunto l'Antinferno, il luogo dove sono le anime degli ignavi, coloro «che visser sanza 'nfamia e sanza lodo», non facendo propriamente il male ma nemmeno operando il bene, così che tanto la misericordia divina li sottrae al Paradiso quanto la giustizia li esclude dall'Inferno.
Dante scrive che tra «sì lunga tratta di gente»

## L'interpretazione

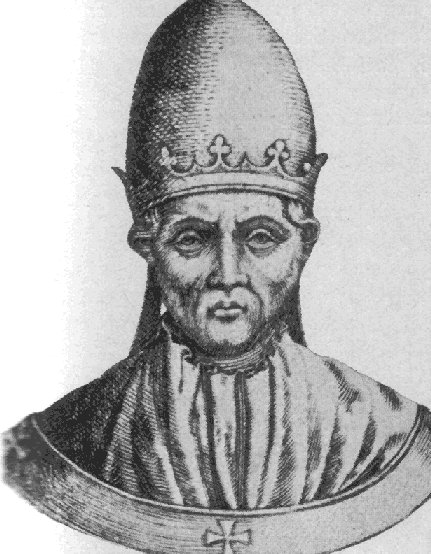
Celestino V, il probabile papa attaccato da Dante nel verso

Poiché Dante non indica espressamente il nome di quell'anima, già i primi commentatori della Divina Commedia si posero il problema di dare un'identità al personaggio: in grande maggioranza essi si trovarono d'accordo nell'identificarlo in Pietro da Morrone, l'eremita che il 5 luglio del 1294 fu eletto papa da un conclave di 11 cardinali riunito a Perugia e assunse il nome di Celestino V: incoronato il 29 agosto successivo, presso la Basilica di Santa Maria di Collemaggio a L'Aquila rinunciò al papato il 13 dicembre 1294.
Iniziò il figlio di Dante, Jacopo Alighieri il quale, scrivendo appena dopo la morte del padre, indicò in Celestino V colui che, «per viltà di cuore, temendo d'altrui il grande uficio apostolico rifiutò di Roma». Proseguì Graziolo Bambaglioli nel 1324, identificando l'ignavo con «fra' Pietro de Morono, che fu tanto pusillanime da rinunziare al pontificato» grazie alle arti escogitate dal cardinale Benedetto Caetani, suo successore al soglio pontificio con il nome di Bonifacio VIII.
Più articolato è il commento di Jacopo della Lana (ca 1326): Pietro da Morrone era un frate di grande penitenza che «sdegnava le baratterìe e simonie di corte» e si mise, per questo motivo, in urto con la corte pontificia. I cardinali, non riuscendo a convincerlo con i ragionamenti che «le ricchezze mondane acquistate, usurpate e tolte» erano necessarie alla Chiesa, escogitarono l'inganno di parlargli di notte nella sua camera, fingendosi angeli inviati da Dio, per esortarlo a rinunciare al pontificato finché, «questo udito per più notti», Celestino «mise in cuore, credendo sé insufficiente essere e cattivo, di rifiutare; e così fece».
Intorno agli stessi anni anche Guido da Pisa si dichiara convinto che Dante si riferisse a papa Celestino, ma vuole precisare che questi non rinunciò al pontificato per «ignavia di cuore», quanto per «conservare la sua anima nell'umiltà». Guido da Pisa ricorda ancora che Dante scriveva quando ancora Celestino non era stato canonizzato, diversamente, a suo giudizio, non avrebbe osato mettere un santo nell'Inferno e nemmeno accusarlo d'ignavia. In realtà Dante mise mano alla Commedia per tutta la sua vita e certamente seppe della canonizzazione di Pietro da Morrone: secondo moderni commentatori, Dante ignorerebbe appositamente la canonizzazione avvenuta sotto il pontificato di Clemente V, collocato all'Inferno tra i simoniaci, considerandola un atto nullo.
Anche l'anonimo Ottimo Commento, del 1334 circa, riporta che «vuole alcun dire» che Dante si riferisca a «frate Piero del Murrone» che, cinque mesi dopo essere stato eletto papa, «in Napoli fece una Decretale, che ogni Papa per utilitade di sua anima potesse rinunziare al Papato» e poi si dimise, ingannato dal suo successore Bonifacio. Circa l'inganno che sarebbe stato perpetrato dal Caetani si diffonde l'altro autore delle Chiose anonime, del 1336 circa. «Bonifazio, che si era accorto della miseria e della cattività sua [di Celestino V], fece fare ali e volto e mani e scritta con cose che lucono di notte e non di dì, e poi [...] spenti in prima tutti i lumi, entrò ne la camera sua, lui dormendo». Chiamato e svegliato Celestino, il cardinale Caetani, fingendosi un angelo e minacciandogli pene infernali, gli fece leggere quella scritta che riluceva al buio nella quale era scritto: «I' ti comando che domattina, fatto il dì, tu prenda il manto e 'l pasturale, e 'l primo cardinale che tu truovi fa sedere in su la sedia di san Pietro [...] e poi rifiuta e pàrtiti». Naturalmente, la mattina dopo il Caetani si fece trovare vicino alla camera di Celestino che «adempié il comandamento».
Nel 1342 Francesco Petrarca, nel De vita solitaria guardò con ammirazione alla scelta di Celestino V, compiuta in coerenza con la sua vita di eremita che fuggiva la corruzione del mondo e della Chiesa. Seppure il Petrarca non si pronunciava sull'identità del personaggio dantesco, forse le sue considerazioni condizionarono il commento di Pietro Alighieri che, sottolineando come anche in precedenza Clemente I e Marcellino, a suo avviso, avessero rinunciato al papato, indica anche Diocleziano come possibile espressione di gran rifiuto, mentre il Boccaccio, dopo aver ricordato l'eremita, «il quale noi oggi abbiamo per santo», e gli intrighi del Caetani, suggerisce con qualche cautela la possibilità che Dante intendesse alludere a Esaù. Testualmente: "Altri vogliono dire questo cotale, di cui l'autore senza nominarlo dice che fece il gran rifiuto, essere stato Esaù, figliuolo d'Isac". Boccaccio, pertanto, ci fa capire che l'ipotesi Esaù era già diffusa tra i lettori della "Commedia" (magari non tutti esegeti patentati) e lui la trovava relativamente plausibile.
Alle due figure di Celestino e di Esaù fanno riferimento anche il Codice Cassinese e l'Expositione sopra l'Inferno di Dante Alighieri di Guglielmo Maramauro, redatti intorno al 1370, mentre qualche anno dopo Benvenuto da Imola rifiuta decisamente la possibilità che Dante alludesse a Celestino, dichiarandosi favorevole alla identificazione di Esaù. Celestino V ed Esaù restano le opzioni prevalenti per i commentatori successivi, da Francesco Buti a Cristoforo Landino e da Alessandro Vellutello a Lodovico Castelvetro nel 1570, finché nell'Ottocento apparve una quantità di nuovi nomi: Alboino della Scala, Giano della Bella, Romolo Augustolo, Flavio Claudio Giuliano, Ottone III, Filippo Benizi, Alfonso X di Castiglia, Venceslao II di Boemia e Ponzio Pilato, quest'ultimo suggerito da Emilio Barbarani e sostenuto anche da Giovanni Pascoli.
Con Bruno Nardi, che nel 1957 ribadiva l'identificazione dell'ignavo con Celestino V, polemizzava Giorgio Petrocchi, sostenendo l'impossibilità che Dante, pena l'accusa di eresia, avesse potuto collocare all'Inferno il santo eremita, tesi invece ribadita da Giorgio Padoan. Infine, mentre Paolo Baldan ha creduto di individuare l'ignavo nell'evangelico giovane ricco, Natalino Sapegno riteneva che Dante non pensasse nemmeno a un personaggio concreto, ma fosse intenzionato a fare di quella figura centrale un «personaggio emblema, termine allusivo di una disposizione polemica che investe non un uomo singolo, ma tutta la innumerevole schiera degli ignavi».
Intanto Bruno Maier, recensendo l'articolo di Giorgio Padoan che si era inserito nella polemica tra Petrocchi e Nardi, coglie l'occasione per fare il punto della situazione e riporta come inverosimili le tesi di coloro che scorgono nell'anonimo Esaù, Pilato o Diocleziano, poiché Dante dirige sempre «la frecciata (...) ad una meta ben precisa» immediatamente identificabile al lettore cosa che «mal si concilia con una reminiscenza storica, biblica o erudita».

## La legittimità del «rifiuto»
Quella di Celestino V non fu la prima delle rinunce al papato, siano esse storicamente accertate o meno. Già di figure di papi che sfumano nella leggenda come Clemente I, Ciriaco e Marcellino si parlò di rinuncia; seguono poi i casi di Ponziano, Cornelio e Liberio; ancora si parlò di dimissioni o di deposizione per Martino I, Benedetto V e Giovanni XVIII, fino ad arrivare alle rinunce di Benedetto IX, Gregorio VI, Pasquale II, Celestino III.
Nel XII secolo i giuristi cominciarono a porsi il problema dell'ammissibilità della rinuncia al papato, cercando di distinguere le eventuali cause legittime da quelle inammissibili e ponendo altresì il problema dell'inesistenza di un superiore gerarchico nelle cui mani il papa in carica potesse rassegnare le dimissioni. Il giurista Baziano sostiene che la rinuncia è ammissibile in due casi: nel desiderio di dedicarsi esclusivamente alla vita contemplativa e nel caso di impedimenti fisici dovuti a malattia e a vecchiaia. Il canonista Uguccione da Pisa confermava le osservazioni di Baziano precisando che la rinuncia non doveva comunque danneggiare la Chiesa e doveva essere pronunciata di fronte ai cardinali o a un concilio di vescovi.
Le decretali di Gregorio IX, pubblicate nel Liber Extra del 1234, precisavano altre cause di rinuncia: oltre alla debilitazione fisica, veniva rintracciata l'inadeguatezza del papa per defectus scientiae, nell'aver commesso delitti, nell'aver dato scandalo - quem mala plebs odit, dans scandala cedere possit - e nell'irregolarità della sua elezione, ma si escludeva quale legittimo motivo di rinuncia il desiderio di condurre una vita religiosa, il cosiddetto zelum melioris vitae, già ritenuto ammissibile dai canonisti.
Nell'immediatezza della rinuncia di Celestino, altri interventi di canonisti - il francescano Pietro di Giovanni Olivi, i teologi della Sorbona Godefroid de Fontaines e Pierre d'Auvergne - avallarono la decisione del papa abruzzese, mentre i cardinali nemici di Bonifacio VIII, Giacomo e Pietro Colonna, presentarono nel 1297 tre memoriali intesi a dimostrare l'illegittimità della rinuncia di Pietro da Morrone. Contro la rinuncia di Celestino si espressero Iacopone da Todi e Ubertino da Casale, che nel 1305 la giudicò una «horrenda novitas», avendo favorito le successioni degli «Anticristi» Bonifacio e Benedetto XI.
L'atto originale di rinuncia di Celestino V è andato perduto: lo Stefaneschi scrive nel suo Opus metricum che Celestino, nel concistoro dell'8 dicembre del 1294, dichiarò di rinunciare al papato per la sua insufficienza sia fisica che dottrinale; respinta la «dannosa novità» dal collegio, Celestino si consultò con il Caetani e il 13 dicembre espose ancora i motivi della rinuncia: «Defectus, senium, mores, inculta loquela, non prudens animus, non mens experta, nec altum ingenium».
Una testo che sembra rifarsi al documento originale, ma senza citare la fonte, è riportata da Alfonso Chacón che nel XVII secolo, nelle sue Vitae et res gestae Pontificum Romanorum scrive:
che si rifà chiaramente alle cause previste dalle decretali gregoriane, con l'aggiunta della causa humilitatis et melioris vitae.
Resta da aggiungere che successivamente alla rinuncia di Celestino, fu proprio Bonifacio VIII, emanando la costituzione Quoniam aliqui,, ad eliminare ogni condizione ostativa e a stabilire l'assoluta libertà del pontefice in carica a rinunciare al papato, una norma recepita nel 1917 dal Codex Iuris Canonici che si limita, a questo riguardo, a precisare esplicitamente che non è necessario che la rinuncia venga confermata dal collegio cardinalizio.

## La «viltade» in Dante
Stabilita la sostanziale equivalenza fra rifiuto e rinuncia, resta da capire l'esatto significato che la parola «viltà» ha nel verso di Dante, essendo quella la causa attribuita dal poeta alla rinuncia.
Lo storico Paolo Golinelli ha dimostrato come Viltà è il contrario di nobiltà - nobilitas, non vilitas - e pertanto può assumere, se riferito all'uomo, un significato tanto morale quanto di condizione sociale. In Dante e in generale nella lingua del Trecento, il vile può essere sinonimo di pusillanime, opposto a magnanimo: «Sempre lo magnanimo si magnifica in suo cuore, e così lo pusillanimo, per contrario, sempre si tiene meno che non è [...] lo pusillanimo sempre le sue cose crede valere poco, e l'altrui assai; onde molti per questa viltade dispregiano lo proprio volgare e l'altrui pregiano».
Nel II canto dell'Inferno, del resto, Dante usa e spiega la «viltade» con le parole del «magnanimo» Virgilio:
dove la viltade è commentata da Natalino Sapegno come opposta alla magnanimità e dunque intesa come pusillanimità: «viltà è quella rilassatezza che deriva da troppa scarsa coscienza di sé e delle proprie forze». Ed è utile riportare la definizione di pusillanime data da uno scrittore stimato e ben conosciuto da Dante come Tommaso d'Aquino: «è chiamato pusillanime soprattutto colui che, degno di grandi cose, si rifiuta di occuparsene e attende ad altre meno importanti; infatti, si abbasserebbe a cose molto minori se non fosse degno delle grandi».
Secondo l'ipotesi più di recente avanzata dallo storico del diritto Valerio Gigliotti la definizione dell'Aquinate ripresa da Dante nel Convivio escluderebbe un giudizio negativo sotto l'aspetto morale: Pietro da Morrone non sarebbe stato un inetto né un incapace, cioè, in tal senso, un vile, ma un uomo che, pur degno del papato, credette di essere inferiore ai compiti che lo attendevano. La causa della sua rinuncia - espressa nei termini della dottrina canonica - andrebbe allora compresa nella insufficienza, nella sensazione di non possedere adeguata scientia a una carica che l'eremita doveva sentire di troppo elevato impegno per l'umiltà del proprio spirito. Si tratterebbe evidentemente delle stesse ragioni addotte da Celestino V nella propria rinuncia.
Secondo tale proposta interpretativa la condanna di Celestino sarebbe, per Dante, una condanna non morale, ma politica: la sua mancanza di «magnanimità» lo portò alla rinuncia del papato, aprendo così la strada alle ambizioni del Caetani che non temette di